# Linia kolejowa nr 625
Linia kolejowa nr 625 – pierwszorzędna, jednotorowa, zelektryfikowana linia kolejowa znaczenia państwowego łącząca rozjazd nr 21 (Sucha Beskidzka Północ) z rozjazdem nr 22 (Sucha Beskidzka Południe) na przystanku i posterunku odgałęźnym Sucha Beskidzka Zamek.

## Historia
Decyzję o budowie linii podjęto w 2014 roku; w tym samym roku ogłoszono przetarg. Pierwsze prace budowlane rozpoczęto w 2015 roku. W ramach wartej 36 milionów złotych inwestycji wybudowano 90-metrowy most na rzece Stryszawce oraz nowy przystanek kolejowy Sucha Beskidzka Zamek (pierwotnie nazywał się Sucha Beskidzka Rynek). Linia została otwarta 11 czerwca 2017 roku.
Dzięki budowie łącznicy, omijającej stację Sucha Beskidzka, wyeliminowano konieczność zmiany czoła pociągu, przez co został skrócony czas przejazdu pociągów z Krakowa do Zakopanego.

## Charakterystyka techniczna
Linia w całości jest klasy C3; maksymalny nacisk osi wynosi 221 kN dla lokomotyw oraz 196 kN dla wagonów, a maksymalny nacisk liniowy wynosi 71 kN (na 1 metr bieżący toru). Sieć trakcyjna jest typu C120-2C oraz jest przystosowana do maksymalnej prędkości 110 km/h; obciążalność prądowa wynosi 1172 A, a minimalna odległość między odbierakami prądu 20 m. Linia wyposażona jest w elektromagnesy samoczynnego hamowania pociągów. Zarówno prędkość konstrukcyjna jak i maksymalna wynoszą 80 km/h.